# Иван Пашов
Иван Иванов Пашов е български политик от Българската комунистическа партия (БКП).

## Биография
Роден е в село Атлари, Казанлъшко, на 4 януари 1881 година. От 1900 г. е член на БРСДП, а през 1914 г. завършва право в Брюксел. От 1920 до 1925 г. е член на Военната организация на БКП, за което след Атентата в църквата „Света Неделя“ през 1925 г. е осъден на доживотен затвор, но е освободен през 1933 г. Членува в Централната ревизионна комисия на БКП.
След Деветосептемврийския преврат през 1944 година е член на Централната контролно-ревизионна комисия на БКП (1945 – 1954) и народен представител (1945 – 1955).
След Х пленум на ЦК на БРП (к) в 1946 година Пашов заедно с Кръстьо Стойчев, Георги Трайков и Ангел Динев е част от официална българска делегация, която посещава Югославия и присъства на Първия конгрес на Народния фронт в Скопие. Скопските оратори критикуват силно България и БРП (к) и настойчиво искат присъединяване на Пиринска Македония към Югославия. Кръстьо Стойчев от българска страна говори в същия дух в Скопие и при завръщането си в България. За разлика от другите членове на делегацията обаче Пашов пише обективен доклад до Георги Димитров, в който описва пълния „македонски шовинизъм“, преследването на населението във Вардарска Македония, ако говори български, неразбирането на „македонския език“ от учениците и не желанието им да го изучават.
През 1947 – 1950 г. е член на Президиума на Народното събрание, а същевременно от 2 ноември 1949 година до 14 декември 1952 година е и кмет на София (председател на Софийския градски народен съвет). Между 1952 и 1955 г. е член на Националния съвет на ОФ. От 1954 до 1955 г. е член на ЦК на БКП.
Иван Пашов умира на 29 октомври 1955 година в София.